# Dictionary of Canadian Biography
Dictionary of Canadian Biography (în franceză Dictionnaire biographique du Canada) este un lexicon care cuprinde în limba engleză și franceză biografiile unor personalități din istoria Canadei. Dicționarul a  luat naștere în anul 1959 fiind inițiată de universitățile University of Toronto și Université Laval în colaborare cu Library and Archives Canada. Până în prezent s-au întocmit 15 volume care cuprind  8400 de biografii. In versiunea din internet numărul biografiilor publicate este mai mic.